# Malonyl-coenzyme A
La malonyl-coenzyme A, souvent écrite malonyl-CoA, est un thioester entre l'une des fonctions acide carboxylique de l'acide malonique et la fonction thiol de la coenzyme A. C'est une molécule clé dans la biosynthèse des acides gras et des polycétides. La malonyl-CoA sert aussi à transporter l'alpha-cétoglutarate à travers la membrane mitochondriale dans la matrice mitochondriale.

## Formation

### Synthèse cytosolique des acides gras
La malonyl-CoA n'est pas biosynthétisée à partir de l'acide malonique et de la coenzyme A, mais à partir de l'acétyl-CoA qui est carboxylée (addition d'un groupe carboxylate) par l'action d'une enzyme biotine-dépendante, l'acétyl-coenzyme A carboxylase (ACC), l'énergie de la réaction étant fournie par l'hydrolyse d'une molécule d'ATP en ADP et phosphate inorganique.

### Synthèse mitochondriale des acides gras
Le malonyl-CoA est produit dans la première étape de la synthèse mitochondriale des acides gras (mtFASII) à partir de l'acide malonique à l'aide de la malonyl-CoA synthétase (ACSF3),.

## Maladies
Le malonyl-CoA joue un rôle particulier dans le trouble métabolique de l'acidurie combinée malonique et méthylmalonique (CMAMMA) dans la clairance mitochondriale de l'acide malonique toxique. Dans la CMAMMA due à un déficit en ACSF3, la malonyl-CoA synthétase est diminuée, laquelle peut générer du malonyl-CoA à partir de l'acide malonique, lequel est à son tour converti en acétyl-CoA par la malonyl-CoA décarboxylase,. En revanche, dans la CMAMMA, en raison d'un déficit en malonyl-CoA décarboxylase, la malonyl-CoA décarboxylase, qui transforme le malonyl-CoA en acétyl-CoA, est réduite.

{\displaystyle \mathrm {Acide\ malonique+CoA+ATP\ {\xrightarrow[{ACSF3}]{Malonyl{-}CoA\ synth{\acute {e}}tase}}\ Malonyl{-}CoA\ {\xrightarrow[{MLYCD}]{Malonyl-CoA\ d{\acute {e}}carboxylase}}\ Ac{\acute {e}}tyl{-}CoA} }